# Беньковський Микола Анатолійович
Мико́ла Анато́лійович Бенько́вський (нар. 6 травня 1948, Червоноармійськ) — український художник декоративно-ужиткового мистецтва; член Спілки художників України з 1994 року.

## Біографія
Народився 6 травня 1948 року в селищі міського типу Червоноармійську (нині Пулини Житомирської області, Україна). 1971 року закінчив Миргородський керамічний технікум; у 1979 році — Ленінградське вище художньо-промислове училище (майстерня Федора Ентеліса).
З 1980 року працював на художньо-виробничому комбінаті при Житомирській обласній організації Спілки художників України. Мешкав в Житомирі, в будинку на вулиці Бориса Тена № 19, квартира № 4 та у будинку на вулиці Театральній, № 8, квартира № 2.

## Творчість
Працює в галузі станкового живопису (олія, акварель, сангіна, темпера) та графіки (акватинта, ліногравюра, офорт). Серед робіт:
- «Автопортрет з черешнею» (1980);
- «Син» (1981);
- «Реквієм» (1983);
- «Роздуми» (1986);
- «Осінній ранок» (1992);
- «В ніч на Івана Купала» (1994);
- «Бабине літо» (1994);
- «У зимову неділю» (1997);
- «Перше гадання» (1998);
- «Досвітки рибалок» (1998);
- «Сон» (1998);
- «Муза Житнього базару» (1998).

Створив низку інтер'єрних монументальних творів:
- рельєф у фаянсі «Хміль Полісся» (1981; кафе «Житомир» у Києві);
- рельєф з мозаїкою «Пісня квітів» (1982; адміністративний корпус Житомирської панчішної фабрики);
- вітражі «Казки дитячого світу» та «Пташиний спів» (1984; Житомирський будинок немовлят);
- вітраж «Україна» (1986; приміщення селищної ради смт Народичі);
- вітраж «Українські строї» (1991; Житомирський виробничий комбінат «Колорит»).

Бере участь у всеукраїнських та обласних виставках.